# Kostel svatého Jiří (Libušín)
Kostel svatého Jiří u Libušína je římskokatolický hřbitovní a poutní kostel. Stojí na libušínském hradišti a včetně zdi s branou, hřbitovem a zvonicí je chráněn jako kulturní památka. Předmětem ochrany jsou také pozemky areálu a náhrobek Jiřího Smékala.

## Historie

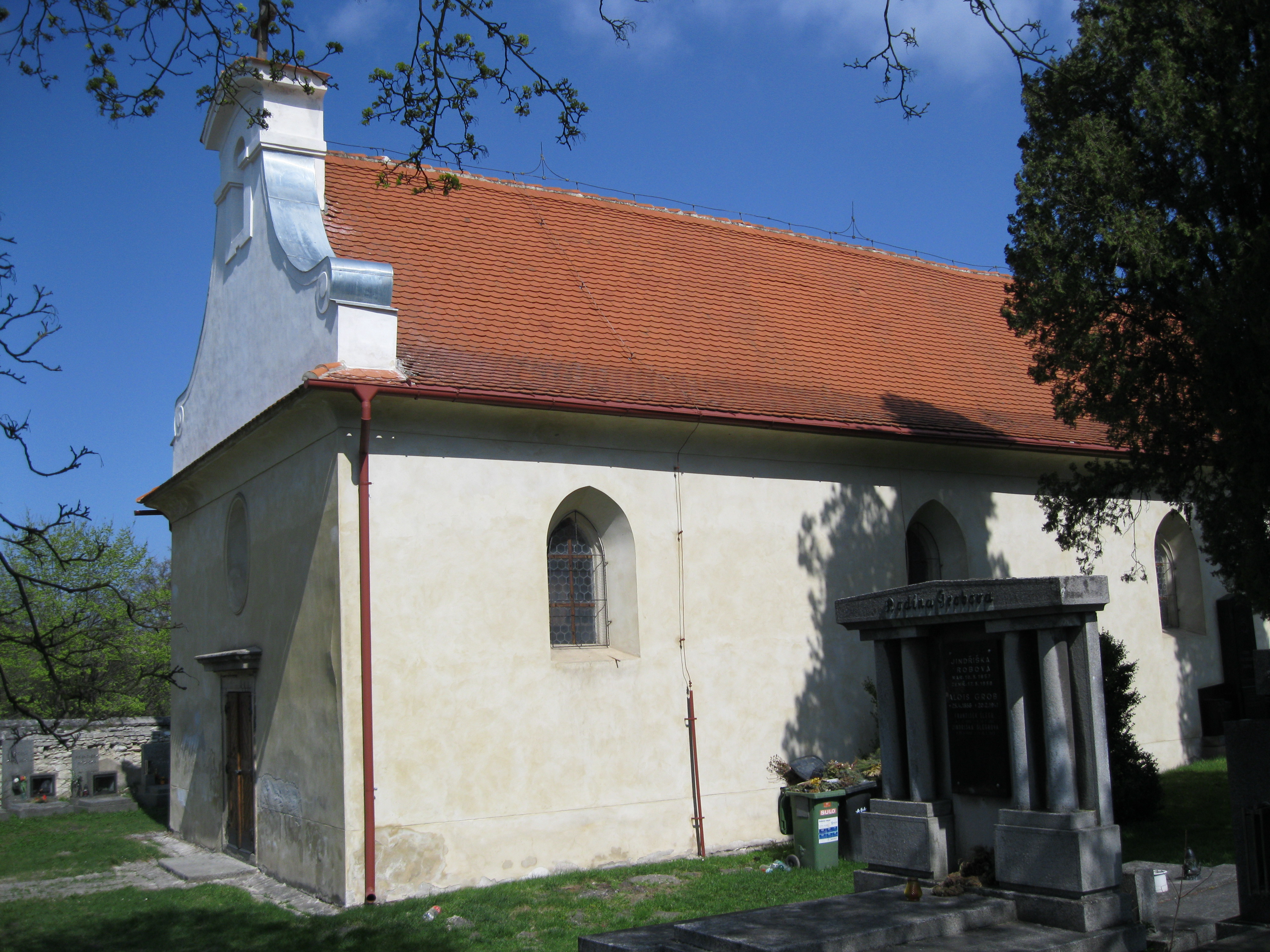
Kostel svatého Jiří

Románský kostelík svatého Jiří byl součástí libušínského hradiště postaveného ve druhé polovině 10. století. Východiskem k odhadu doby stavby je skutečnost,[ujasnit] že kostely musily existovat na všech přemyslovských hradištích a zasvěcení svatému Jiří, patronu bojovníků, bylo oblíbené v první polovině 10. století. Význam sídliště brzy začal upadat, i když archeologické výzkumy doložily existenci několika dvorů v areálu akropole ještě na přelomu pozdního středověku a raného novověku.
Podoba nejstarší sakrální stavby není známa. První písemné prameny, či spíše jen zmínky, pocházejí z poloviny 14. století. V rejstříku papežských desátků z roku 1352 je kostel sv. Jiří uváděn jako farní a od roku 1340 až do husitských válek jsou dokonce známa i jména farářů (farnost byla zrušena až roku 1908, kdy byl v centru Libušína postaven lépe přístupný kostel svatého Prokopa). Kostel svatého Jiří dnes slouží jako kostel hřbitovní a poutní.
Rozšíření kostela a jeho přestavby a rekonstrukce probíhaly v letech 1711, 1883, 1906, 1951 a 1992.
Začátkem 20. století při archeologickém průzkumu byl náhodně objeven románský portál dokládající existenci kostela již ve 13. století. Z původního románského kostela nejsou pouhým okem viditelné žádné fragmenty.

## Architektura a vybavení
Kostel je původně raně gotický podélný kostel s mírně odsazeným polygonálním obdélným presbytářem sklenutým křížovou klenbou se žebry a opatřeným odstupňovanými opěráky na západním průčelí s volutovým štítem. Presbytář má stejnou výšku s lodí. Na jižní straně presbytáře jsou segmentově ukončené sedile, ve východní straně je raně gotické okno s původní středověkou kružbou. Pod ním je prolomen barokní vstup s letopočtem 1711.
Sedlová střecha je pokryta keramickými taškami. Kamenné zdivo je hladce omítané vápennými omítkami. Hladké fasády zdůrazňuje fabionová římsa.
Loď je plochostropá, triumfální oblouk je mírně lomený.
Hlavní vstup do kostela je v západním průčelí s pravoúhlým kamenným portálem s uchy a přímou vysazenou římsou. Nad ním je prolomené oválné okno v hluboké špaletě. Na římsu dosedá barokní volutový štít ukončený segmentovou římsou a v jeho vrcholu je nasazen kamenný kříž.
Štít má půlkruhově sklenutý výklenek lemovaný lištovou šambránou.
V interiéru presbytáře jsou dochovány středověké architektonické prvky.
Raně barokní oltář pořídil a financoval majitel panství Bernard Ignác z Martinic v roce 1683. Kůr byl vybudován v roce 1737. Rokokový oltář sv. Jiří je z roku 1760. Po roce 1800 byl kostel vyzdoben souborem obrazů apoštolů (od roku 1991 jsou uloženy v depozitáři) a v roce 1859 byly v kostele instalovány varhany.

## Hřbitov se zvonicí

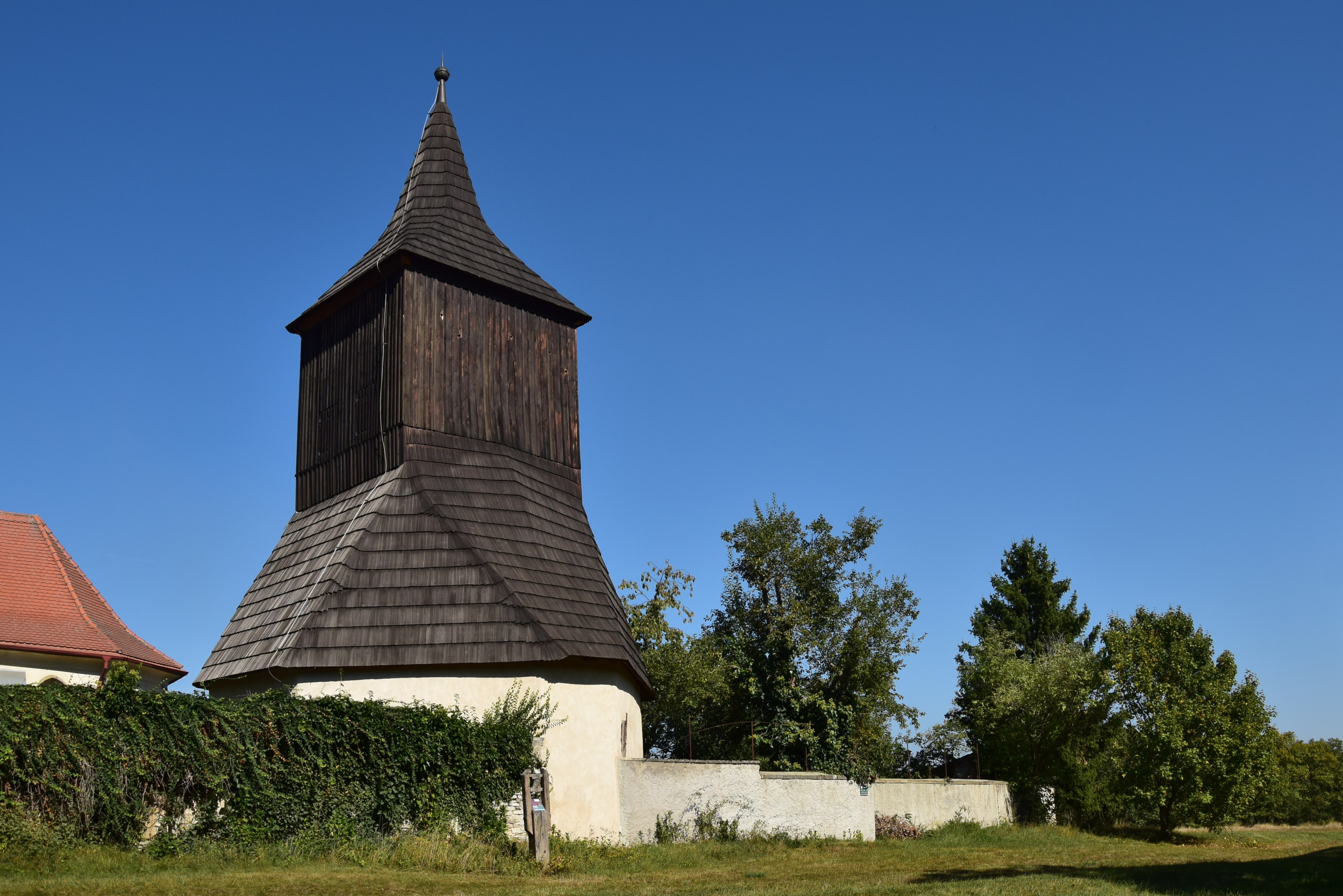
Zvonice

Ohradní zeď s bránou vymezuje hřbitov a dotváří jeho celkovou architektonickou podobu. Zdivo ohradní zdi je převážně kamenné s příměsí cihel. Brána na hřbitov je na západní straně u hlavního vstupu do kostela. Obdélná brána má půlkruhově sklenutý vstup s vrcholovým klenákem a patními pásky. Nároží brány jsou ukončena kamennými jehlanci. Na překladu v ose brány je umístěn kamenný kříž.
Dřevěná zvonice na kamenné polygonální podezdívce pochází pravděpodobně z přelomu 17. a 18. století. Má osmibokou zděnou podezdívku, polygonální šikmé části jsou kryty šindelem a hranolové bedněné části jsou završené jehlancovou střechou s výrazným lomením a kryté šindelem. Zvonice byla v havarijních stavu a v roce 2013 byla opravena – oprava byla náročná technicky (střešní plášť a jeho trámová vazba musily být rozebrány, opraveny a následně složeny) i finančně (náklady financované Státním zemědělským investičním fondem a Havarijním příspěvkem Ministerstva kultury činily jeden milión šest set tisíc korun).
V jihozápadním rohu hřbitova je raně barokní náhrobek Jiřího Smékala datovaný rokem 1644. Na obdélném pískovcovém náhrobku je na čelní straně vytesán kříž a růžicí uprostřed. Pod křížem je špatně čitelný nápis: LETHA P. 1644/ Z PISTOLE GEST/ ZASTRELEN/ GIRZIK SMECKAL/ PAMATNI: S: CI:/......//
Na hřbitově jsou pohřbeni výtvarníci Karel Nepraš a Naděžda Plíšková.